# Ботово (Ярославская область)
Ботово — деревня в Ярославском районе Ярославской области. Входит в состав Заволжского сельского поселения.

## География
Находится в восточной части Ярославской области на расстоянии приблизительно 7 км на восток-северо-восток по прямой от станции Филино.

## История
В 1859 году здесь (деревня Ярославского уезда Ярославской губернии) было учтено 14 дворов, в 1898 — 14.

## Население
Численность населения: 81 человек (1859 год), 44 (русские 96 %) в 2002 году, 37 в 2010.